# Cleonymia versicolor
Cleonymia versicolor är en fjärilsart som beskrevs av Otto Staudinger 1901. Cleonymia versicolor ingår i släktet Cleonymia och familjen nattflyn. Inga underarter finns listade i Catalogue of Life.